# Prętki (Braniewo)
Pour les articles homonymes, voir Prętki.
 (avril 2021).
Si vous disposez d'ouvrages ou d'articles de référence ou si vous connaissez des sites web de qualité traitant du thème abordé ici, merci de compléter l'article en donnant les références utiles à sa vérifiabilité et en les liant à la section « Notes et références ».
Prętki est un village polonais de la voïvodie de Varmie-Mazurie, dans le powiat de Braniewo.